# Curtiss F11C Goshawk
Le Curtiss F11C Goshawk était un chasseur biplan naval américain des années 1930. Il ne connût qu'un succès assez limité mais fit partie la longue lignée des avions « Hawk » produits par la Curtiss Aeroplane and Motor Company pour l'armée des États-Unis.

## Conception et développement

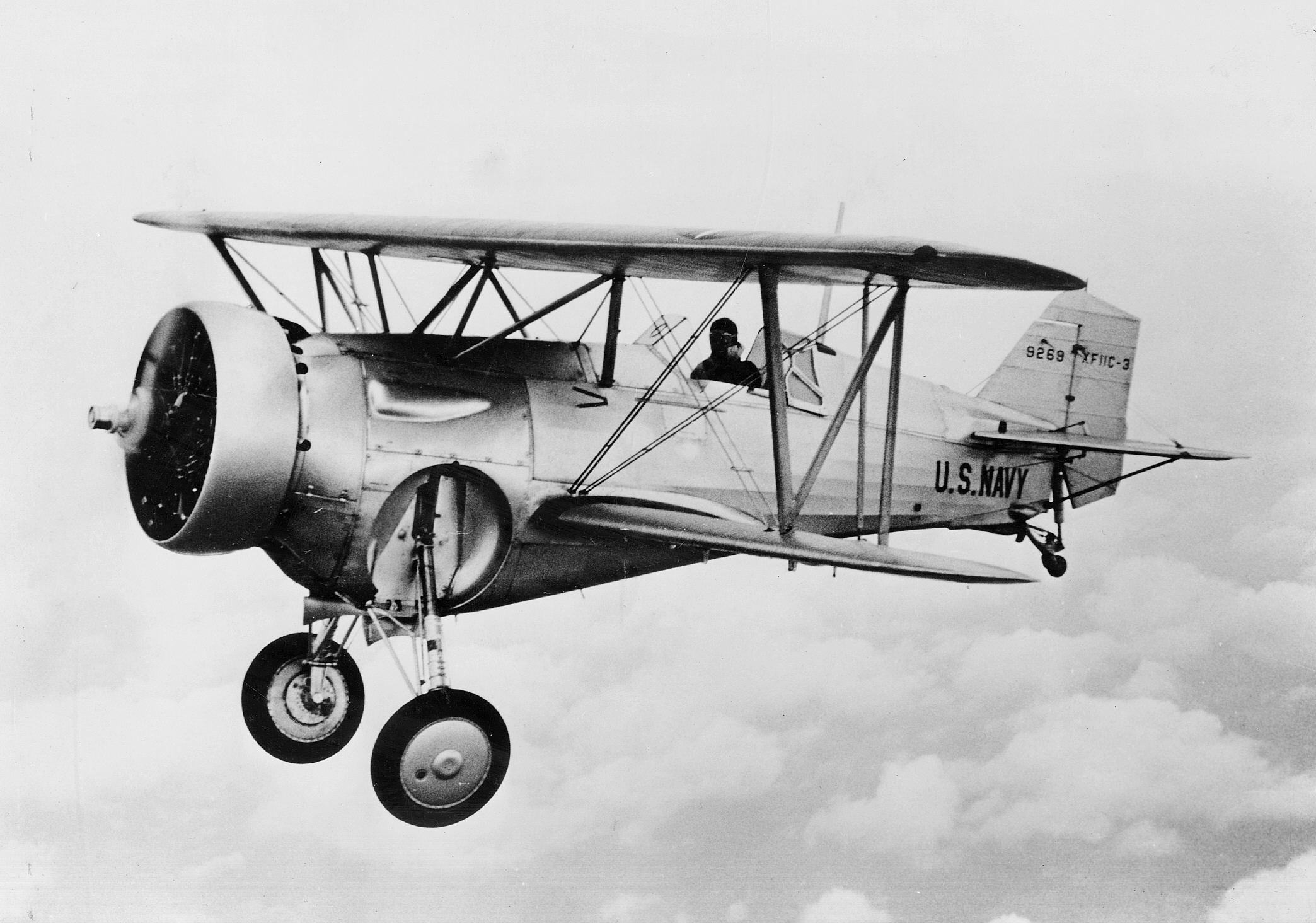
Un XF11C-3 Goshawk lors d'un vol d'essai.

En avril 1932, alors que Curtiss avait le Model 358 sur plans, l'US Navy passa un contrat avec ce constructeur pour la conception d'un dérivé amélioré du Model 34C (F6C), sous la désignation de F11C. Il comportait des changements majeurs, parmi lesquels un moteur en étoile Wright R-1510-98 de 600 ch (450 kW), des jambes de train principal monobras cantilever, une légère augmentation de l'espacement entre les deux ailes (supérieure et inférieure), des plans de contrôle à revêtement métallique plutôt qu'en tissu, et un armement basé sur deux mitrailleuses fixes de 7,62 mm tirant vers l'avant, installées dans la partie supérieure du capot moteur. L'avion disposait, de plus, d'un point d'attache sous le fuselage pour l'emport d'une bombe de 215 kg ou un réservoir auxiliaire de carburant. Curtiss conçut l'avion sous la désigantion de Model 64 Goshawk, avec une désignation de l'US Navy de XF11C-1, plus tard modifiée en XBFC-1, avec l'adoption des initiales « BF » pour le rôle de chasseur-bombardier (en anglais : « Bomber-Fighter »). L'avion était de construction métallique recouverte de tissu, utilisait la structure d'aile de l'YP-23 démantelé, et fut livré en septembre 1932.
Peu de temps avant de commander le XF11C-1, la Navy avait acheté un démonstrateur Model 64A qui était propriété de la compagnie. Il avait un moteur Wright R-1820-78 Cyclone, des jambes de train principal légèrement plus grandes équipées de roues avec des pneus basse-pression, une roulette de queue à la place d'un patin, des surfaces de contrôle recouvertes de tissu au niveau de la queue, et un équipement externe pour des rails pouvant emporter des bombes légères, ainsi qu'un pylône d'emport sous le fuselage pouvant supporter un réservoir additionnel de 189 litres ou un berceau de lancement dépliant, permettant d'écarter une bombe du disque de rotation de l'hélice lors d'un bombardement en piqué.
Les essais en vol du XF11C-2 (plus tard redésigné XBFC-2) révélèrent la nécessité d'effectuer un petit nombre de modifications mineures. Après application de ces modifications, le XF11C-2 fut considéré comme le prototype du F11C-2, duquel 28 exemplaires furent commandés comme avions chasseurs-bombardiers à double rôle, en octobre 1932.
À partir du mois de mars 1934, l'avion fut revu et équipé d'un cockpit semi-fermé et de nombreuses autres modifications, avant de recevoir sa désignation de BFC-2, en reconnaissance de son rôle de chasseur-bombardier, ou plutôt bombardier-chasseur dans le langage de la Navy. Le dernier avion du contrat du XF11C-2 fut converti en prototype du XF11C-3, doté d'un moteur R-1820-80 plus puissant et d'un train d'atterrissage pouvant être rétracté manuellement.

## Carrière opérationnelle

Un Nakajima Ki-27 japonais abattant un Hawk III chinois.

Les seules unités de l'US Navy à utiliser le F11C-2 furent les fameux escadrons VF-1B « High Hat Squadron », à bord du porte-avions Saratoga, et VF-6, brièvement affecté sur l'Enterprise. En mars 1934, quand l'avion fut redésigné BFC-2, le High Hat Squadron fut renuméroté VB-2B, puis VB-3B, et conserva ses BFC-2 jusqu'en février 1938. Le VB-6 n'embarqua finalement jamais sur l'Enterprise avec ses bombardiers BFC.
Le F11C-2 Goshawk fut produit en deux versions d'exportation, désignées chasseurs Hawk I et Hawk II. Étant essentiellement un XF11C-2 modifié, le Hawk II était équipé d'un moteur Wright Cyclone R-1820F-3 taré à 710 ch (530 kW) à 1 676 m d'altitude, et avait un réservoir de carburant de 356 litres, alors que le Hawk I ne possédait que 189 litres de carburant interne. Les deux versions étaient dotées du même armement que le F11C-2 de production. Seul le Hawk II fut exporté en assez grande quantité. La Turquie fut la première cliente, prenant livraison de 19 appareils le 30 août 1932. La Colombie passa une commande à la fin du mois d'octobre 1932, recevant un premier lot de quatre Hawk II équipés de doubles flotteurs, les premiers d'un total de 26 exemplaires de « float fighters » (chasseurs à flotteurs) livrés à la fin du mois de juillet 1934. La force aérienne colombienne utilisa ses Hawk II et F11C-2 équipés de flotteurs pendant la guerre colombo-péruvienne de 1932-1933. Un Douglas O-38 péruvien fut perdu après avoir subi d'importants dommages pendant ces accrochages. Neuf Hawk II furent fournis à la Bolivie, parmi lesquels trois possédaient un train d'atterrissage interchangeable avec des flotteurs. Quatre appareils furent également livrés au Chili, 50 Hawk II et 102 Hawk III à la République de Chine, quatre pour Cuba, deux pour l'Allemagne, un pour la Norvège et douze pour la Thaïlande (alors désignés Hawk III).
Les avions chinois subissent de très lourdes pertes au début de la seconde guerre sino-japonaise, et sont retirés des premières lignes en 1940.
Les Hawk III thaïlandais prirent part aux combats pendant la Seconde Guerre mondiale, y-compris contre la Royal Air Force Britannique. Le 8 avril 1944, un Hawk III thaïlandais fut abattu par un Bristol Beaufighter du No. 211 Squadron RAF (en) au-dessus de Lamphun. Le pilote de l'avion abattu parvint à s'échapper en parachute.

## Versions
- XF11C-1 : (Model 64) Premier prototype, dérivé du F6C Hawk ;
- XF11C-2 : (Model 64A) Second prototype, redésigné XBFC-2 ;
- F11C-2 : (Model 64A) Version de production, redésignée BFC-2, produite à 28 exemplaires ;
- XF11C-3 : (Model 67) Désignation d'un exemplaire du F11C-2 doté d'un train d'atterrissage rétractable et d'un moteur R-1820-80 de 700 ch, plus tard redésigné XBF2C-1 ;
- BFC-2 Hawk : Redésignation du F11C-2.

## Utilisateurs
- Bolivie :
  - Force aérienne bolivienne[7]
- Chili :
  - Force aérienne chilienne
- Colombie :

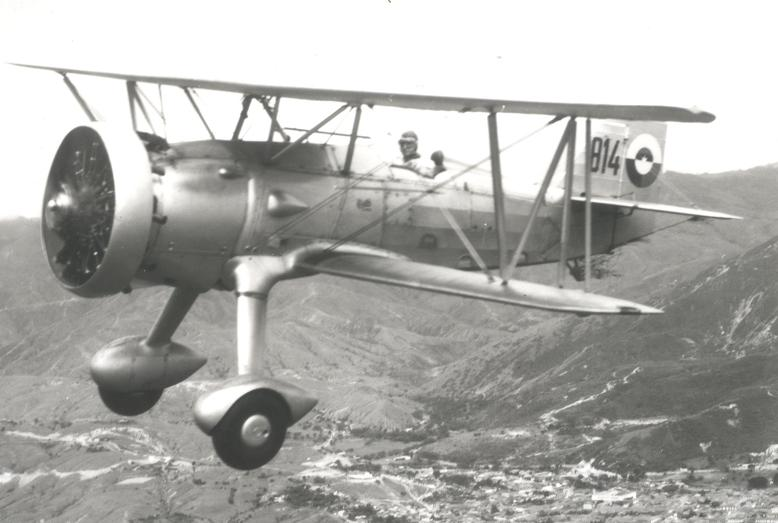
Un Hawk II de la force aérienne colombienne, pendant la campagne Güepí.

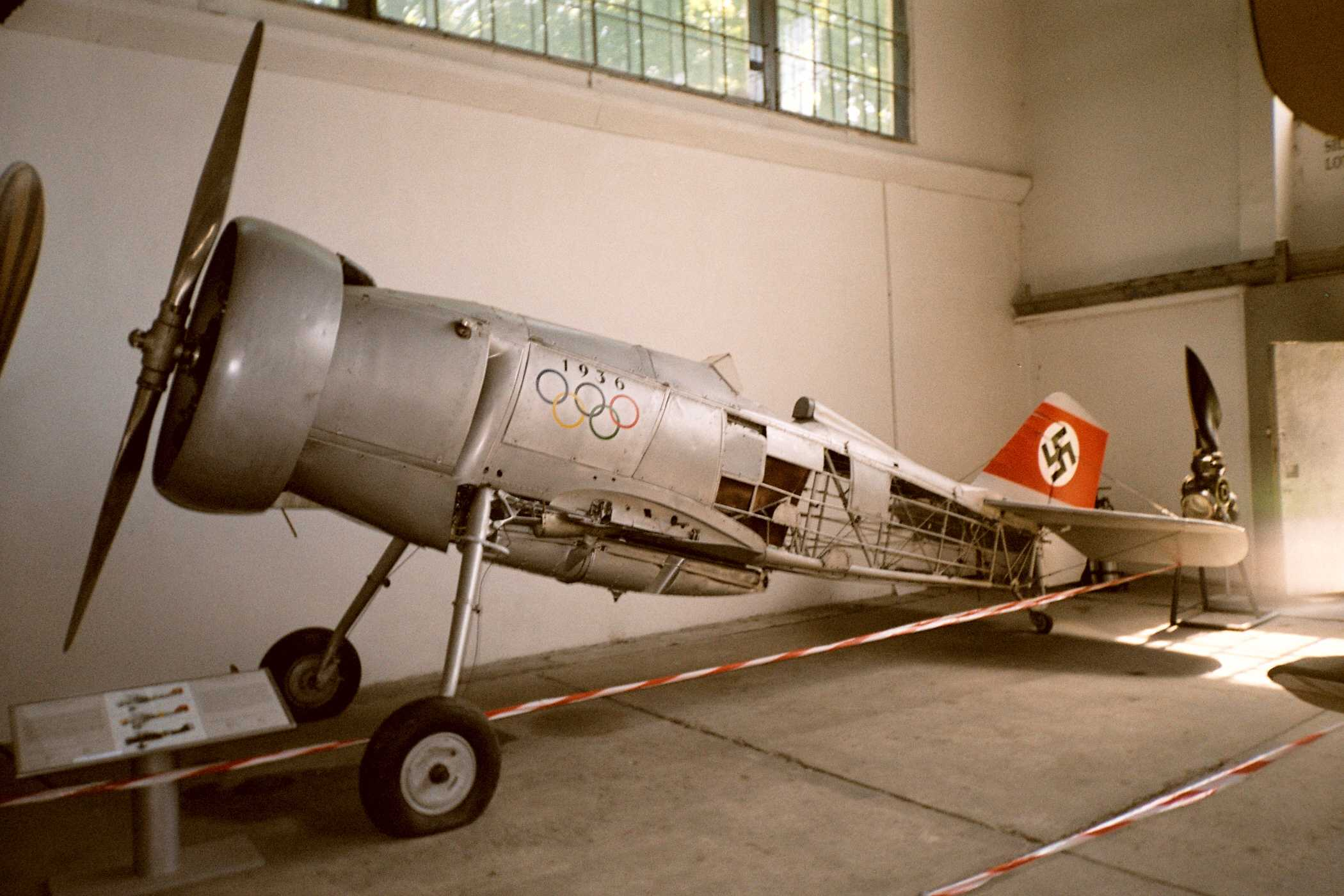
Le Hawk II d'Ernst Udet (D-IRIK), exposé au musée de l'aviation polonaise.

  - Force aérienne colombienne : Utilisé pendant la guerre colombo-péruvienne.
- Cuba :
  - Défense aérienne des Forces armées révolutionnaires
- États-Unis :
  - United States Navy : L'USN utilisa 28 avions au sein de l'escadron VF-1B, opérant depuis le porte-avions Saratoga.
- Norvège :
  - Force aérienne royale norvégienne : Un appareil acheté pour évaluation.
- Pérou :
  - Marine péruvienne : Trois avions équipés de flotteurs furent achetés en mars 1933. Quatre appareils supplémentaires furent achetés en 1934.
- Reich allemand :
  - Deux appareils furent achetés par l'Allemagne pour évaluation. L'un d'eux, le D-3165, fut testé en tant qu'hydravion à flotteurs.
- République de Chine :
  - Force aérienne de la république de Chine
- Thaïlande :
  - Force aérienne royale thaïlandaise
- Turquie :
  - Armée de l'air turque

## Exemplaires survivants
Au cours du printemps 1933, Franz Muller, qui était un officiel de poids au sein du ministère de l'Air du Reich, informa Hermann Göring qu'il avait été approché par Ernst Udet pour obtenir l'autorisation de l'achat de deux Goshawks pour des essais de bombardement en piqué. Göring autorisa le financement via l'ambassade d'Allemagne à Washington D.C. En octobre 1933, la paire d'avions arriva à Bremerhaven à bord du Paquebot transatlantique SS Europa. Udet utilisa un de ces avions dans des démonstrations acrobatiques tenues pendant les jeux olympiques d'été de 1936, en Allemagne. L'avion survécut à la Seconde Guerre mondiale, et fut finalement retrouvé sur un terrain en dehors de Cracovie. Son fuselage, dans un état relativement bien conservé, est désormais en exposition au musée de l'aviation polonaise.
Un BFC-2 est exposé au National Museum of Naval Aviation sur la base aéronavale de Pensacola, aux États-Unis.
Un Hawk III, le seul existant, a été restauré par le Royal Thai Air Force Museum (en). L'avion exposé est peint avec un insigne « Hanumān » l'identifiant comme appartenant à la 4e escadre. L'avion servit au sein de la force aérienne du pays entre 1934 et 1949.